# 301 Bavaria
301 Bavaria је астероид главног астероидног појаса. Приближан пречник астероида је 54,32 km,
а средња удаљеност астероида од Сунца износи 2,725 астрономских јединица (АЈ).
Инклинација (нагиб) орбите у односу на раван еклиптике је 4,892 степени, а орбитални период износи 1643,131 дана (4,498 године). Ексцентрицитет орбите астероида износи 0,064.
Апсолутна магнитуда астероида износи 10,10 а геометријски албедо 0,054.
Астероид је откривен 16. новембра 1890. године.